# Sidney Howard
Sidney Howard (ur. 26 czerwca 1891 w Oakland, zm. 23 sierpnia 1939 w Tyringham) – amerykański dramaturg i scenarzysta filmowy, laureat Nagrody Pulitzera.
Studiował na University of California w Berkeley. Bakalaureat uzyskał w 1915. W 1925 dostał Nagrodę Pulitzera w dziedzinie dramatu za sztukę They Knew What They Wanted. Był scenarzystą filmu Przeminęło z wiatrem na podstawie powieści Margaret Mitchell. Za scenariusz otrzymał pośmiertnie Nagrodę Akademii Filmowej (Oscara). Zmarł wskutek wypadku na farmie w Tyringham w stanie Massachusetts 23 sierpnia 1939.